# Sechs Kies
SECHSKIES (del coreano: 젝스키스), en japonés: ジェクスキス es una boyband surcoreana formada en 1997 bajo el sello DSP Media. Son los "ídolos de K-Pop de la primera generación" y fueron nombrados como uno de los mejores grupos de chicos en los años 90 junto con H.O.T. La integración actual es conformada por los miembros Eun Ji-won, Lee Jai-jin, Kim Jae-duc y Jang Su-won. Kang Sung-hoon y Ko Ji-yong también formaron parte del grupo. El grupo debutó oficialmente el 15 de abril de 1997. Su nombre «SECHSKIES» significa "seis cristales" (que representan a los seis miembros) en alemán, aunque «Kies» se traduce realmente como grava. Son popularmente referidos y recordados por los fans como «Jekki». El grupo se separaba en «Black Kies» (Eun Ji-won, Lee Jai-jin y Kim Jae-duc) que es la línea de rap y la línea de baile, y «White Kies» (Kang Sung-hoon, Ko Ji- yong y Jang Su-won) que era la línea vocal.
SechsKies se disolvió el 20 de mayo de 2000, interpretando «Bye» y «Remember Me» por última vez en el Dream Concert. El grupo celebró un concierto de reunión en 2016 en el programa "Infinite Challenge" por vísperas de su 20 aniversario. El 11 de mayo de ese año, YG Entertainment anunció oficialmente que firmaron un contrato con SECHSKIES (excepto Ko Ji-yong que ahora es un empresario).
El nombre oficial del club de fans de SechsKies es «Yellow Kies» y el color del club de fans es amarillo. El fandom los anima con un light stick amarillo en forma de globo y una mini bandera.

## Formación
Eun Ji-won, que estudiaba en el extranjero en Hawái, fue inspeccionado por DSP Entertainment, junto con su amigo Kang Sung-hoon en un club nocturno. La agencia había planeado originalmente debutar a Eun Ji-won y Kang Sung-hoon en Corea del Sur como dúo, pero con el éxito del grupo de ídolos de SM Entertainment, H.O.T., la agencia cambió de marcha para debutar en un grupo de ídolos de seis miembros.
Kim Jae-duck y Lee Jai-jin en ese momento eran miembros de un equipo de baile llamado «Quicksilver» en su ciudad natal de Busan y habían presentado una cinta de audición a Daesung Entertainment. Jang Su-won fue reclutado durante una audición abierta, y por último, Ko Ji-yong, un amigo de la infancia de Kang Sung-hoon, fue reclutado como el miembro final de SechsKies.
El 1 de junio de 2016, SechsKies fue invitado en Radio Star, Kang Sung-hoon dijo que él seleccionó a todos los miembros de SechsKies él mismo.

## Carrera

### 1997: Debut
SechsKies debutó el 15 de abril de 1997 en KBS Music Bank con su primer sencillo, «School Byeolgok (학원 별곡)». Su álbum de debut School Byeolgok, nombrado después de la pista principal, fue lanzado el 15 de mayo de 1997.
SechsKies mostró el poder de monstruo novato con éxito tras éxito «School Byeolgok (학원 별곡)», «Remember Me», «The Way This Guy Lives - Pomsaengpomsa (사나이 가는 길 - 폼생 폼사)». OhmyNEWS informó que el álbum debut de SechsKies superó las 1.700.000~1.800.000 copias (pero esto puede ser una cifra combinada para los dos primeros álbumes que fueron lanzados uno tras otro). Las ventas físicas de los álbumes de SechsKies no están claras no solo por el bajo informe de DSP, sino también porque los registros oficiales no existen para álbumes lanzados antes de septiembre de 1998. Para más información sobre el récord de ventas de SechsKies, lea la discografía de Sechs Kies.
Poco después, SechsKies hizo su muy esperado regreso en octubre de 1997 en KMTV «Recharge 100% Show» y comenzó las actividades de promoción para su lanzamiento del segundo álbum. Su segundo álbum titulado Welcome to the Sechskies Land, un álbum de 20 pistas formateado como un parque de atracciones ficticio conocido como «Sechskies Land», fue lanzado el 1 de noviembre de 1997. Rápidamente comenzaron a promover la canción «Chivalry (기사 도)» en varios programas de música, lo que le dio al grupo su primer puesto #1 en SBS Inkigayo el 7 de diciembre de 1997.
SechsKies fue rápidamente reconocido como novatos del año y recibió varios premios en varios programas de premiaciones de música. En diciembre, ganaron el 12th Korea Visual and Records Grand Prize (más tarde llamado Golden Disk Awards) Bonsang, el KMTV Korean Music Awards New Artist Award, el Seoul Music Awards Bonsang, el KBS Music Awards Bonsang, el Best 10 Artist Awards en el MBC y el SBS Music Awards.
El 21 de diciembre de 1997, SechsKies celebró su primer concierto en Seúl en el Sejong Center; los boletos se habrían vendido en un plazo de cinco horas. SechKies fue el primer grupo de baile en celebrar un concierto en el Sejong Center for the Performing Arts.

### 1998: Aumento de la popularidad,Road FighterySpecial Album
La base de fanes de SechsKies y la popularidad general rápidamente comenzaron a crecer en la primavera de 1998. Después de terminar sus promociones de segundo álbum en febrero, comenzaron una gira nacional de primavera, incluyendo conciertos en Busan, Ulsan, Gwangju, y Daegu.
En marzo, la propia película de SechsKies, Seventeen fue filmada. El 17 de julio de 1998, fue lanzado a nivel nacional, y el grupo llevó a cabo acontecimientos promocionales de firma de autógrafos para el lanzamiento de la película. Además, SechsKies protagonizó el musical para niños, Alibaba y los 40 Ladrones junto al cantante, Jinjoo. El musical se desarrolló del 25 de abril al 5 de mayo de 1998 en el Sejong Center. El 5 de mayo, SechsKies realizó el musical ante el presidente Kim Dae-jung en la Casa Azul para celebrar el Día del Niño.
El 15 de julio de 1998, SechsKies lanzó su tercer álbum de estudio Road Fighter, que tenía más elementos hibridados de hip-hop y electrónica, ya que el líder Eun Jiwon participó en la producción del álbum. SechsKies comenzó promociones para su tercer álbum, volviendo con «Crying Game» en SBS Inkigayo. SechsKies consiguió victorias consecutivas para la canción «Road Fighter» en SBS Inkigayo y KBS Music Bank en julio y agosto. También ganaron para el puesto #1 en SBS Inkigayo y KBS Music Bank para la siguiente pista «Reckless Love (무모한 사랑)» en septiembre y octubre.
El 30 de octubre de 1998, SechsKies lanzó una banda sonora para Seventeen titulado Special Album, que más tarde se conoció como el lanzamiento del álbum 3.5 del grupo. Las promociones comenzaron para el Special Album en KBS Music Bank, promoviendo dos canciones del álbum, «Couple» y «Letting You Go (너를 보내며)». También ganaron el puesto #1 en SBS Inkigayo, KBS Music Bank y MBC Music Camp por la canción principal «Couple», que fue la canción más popular. Un libro de fotos especial fue lanzado junto con el álbum en noviembre.
Con el enorme éxito de la canción «Couple», SechsKies finalmente ganó el 9th Seoul Music Awards Daesang con H.O.T. Sechskies también ganó el 13th Korea Visual and Records Grand Prize Award Bonsang, el KBS Music Awards Artist Of The Year (Categoría Juvenil), el 9th Seoul Music Awards Bonsang, el Popularity Awards en el MBC y el KMTV Korean Music Awards, y el SBS Music Awards Best 10 Artist Awards.

### 1999:Com' Back
SechsKies realizó conciertos por toda Corea en febrero de 1999. La gira comenzó el 6 de febrero de 1999 en Ulsan y terminó el 27 de febrero de 1999 en Seúl. El 5 de abril de 1999, SechsKies lanzó su primer concierto en video, grabado desde su concierto más grande hasta la fecha, el Concierto de Seúl el 25 de febrero de 1999. También lanzaron un álbum de concierto en vivo con el video el 10 de abril de 1999. El 18 de abril de 1999, SechsKies celebró su reunión de club de fanes oficial por el segundo aniversario.
Después de su gira de conciertos, SechsKies regresó al estudio para crear su cuarto álbum. Lanzado a principios de septiembre de 1999, SechsKies interpretó una canción titulada «Com' Back», «Hunch (예감)» y «Stay Still (그대로 멈춰)». En comparación con sus obras anteriores, este álbum tuvo más aportaciones de los miembros del grupo, varios de ellos escribiendo y produciendo pistas.
En la segunda mitad del año, SechsKies comenzó a promover en el extranjero. El 23 de agosto, SechsKies comenzó su promoción en Taiwán y se presentó en el Asia Super Concert el 27 de agosto. En octubre, fueron a Taiwán nuevamente debido a una buena respuesta en agosto.
El 30 de noviembre de 1999, SechsKies participó en el 1st Korea China Music Festival coorganizado por KBS y CCTV en Beijing, que fue transmitido por CCTV. El 5 de diciembre de 1999, SechsKies también actuó en el 2000 Peace Friendship Music Concert en Pyongyang, Corea del Norte, convirtiéndose en uno de los primeros grupos de baile surcoreanos que se presentaron en Corea del Norte.
A finales de año, SechsKies ganó varios premios, entre ellos el 14th Korea Visual and Records Grand Prize Award Bonsang, el 10th Seoul Music Awards Bonsang, Bonsang en el KMTV Korean Music Awards y KBS Music Awards, y el Best 10 Artist Awards en el MBC y el SBS Music Awards.

### 2000: Disolución
El 12 de enero de 2000, SechsKies tuvo una fiesta de celebración de 1000 días con sus fanes. El 28 de febrero de 2000, el Concierto de Seúl de SechsKies se celebró en el Olympic Gymnastics Arena; los boletos se habrían vendido en pocas horas. Los miembros de SechsKies participaron en dirigir el concierto y tocaron canciones compuestas por ellos mismos.  También se lanzó un DVD de conciertos.
El 18 de mayo de 2000, SechsKies realizó una repentina conferencia de prensa para anunciar oficialmente su disolución. La actuación final de SechsKies fue en el Dream Concert el 20 de mayo de 2000. El 31 de mayo de 2000, su lanzamiento final, Blue Note, una compilación de «Lo Mejor de», fue lanzado como el álbum de despedida a los fanes. En agosto de ese año, los miembros de SechsKies auto-lanzaron una pista final y un video musical titulado «Thanks» para sus fanes, que fue subido en línea.

### 2016: Reunión
El 14 de abril de 2016, SechsKies celebró un concierto de reunión improvisado en el Estadio Mundialista de Seúl, como parte de un episodio especial del popular programa de variedades, Infinite Challenge Totoga temporada 2. Su dramático procedimiento de reunión fue transmitido a través de los tres episodios consecutivos de Infinite Challenge. Excepto Ko Ji-yong que se retiró de la industria del entretenimiento, cinco miembros acordaron con el personal de Infinite Challenge para actuar en el concierto de reunión improvisado. Una de las reglas más importantes fue mantenerlo en secreto hasta el día de la actuación, que originalmente estaba previsto celebrarse el 7 de abril. Sin embargo, el concierto fue cancelado debido a que varios medios violaron el embargo y revelaron el día del concierto. En la tarde del 14, un día antes del aniversario del debut de SechsKies, Infinite Challenge anunció el concierto de la reunión pop-up en Twitter. A pesar del corto plazo, aproximadamente 6.000 aficionados se reunieron en pocas horas al estadio para asistir al concierto de reunión de Sechskies. Numerosos aficionados donaron impermeables amarillos a la audiencia y trajeron globos amarillos, símbolos de los fanes de Sechskies, para usar en el concierto para apoyar a Sechskies.
El momento más dramático del episodio fue cuando los seis miembros se presentaron para el concierto de la reunión. Aunque hubo especulaciones entre los aficionados de que un día el grupo actuarían juntos, la participación de Ko Ji-yong siempre estaba en cuestión. A diferencia de los otros miembros ha lanzado sus propios álbumes en solitario y/o aparecido en los medios de comunicación, Ko Ji-yong dejó la industria del entretenimiento completamente y ha estado viviendo como un empresario en Corea después de terminar de estudiar en el extranjero. También se casó y tuvo un hijo. Aunque la participación de Ko Ji-yong estaba en duda, fue persuadido por el personal del Infinite Challenge y Yoo Jae Suk para aparecer en el concierto de la reunión. En el programa, Ko Ji-yong deseó que su participación en el concierto de la reunión sería útil para la carrera de otros miembros y para los aficionados que habían estado deseando ver a SechsKies durante los últimos 16 años. Su concierto improvisado tuvo un enorme éxito y abrió el segundo apogeo a Sechskies. Después de la difusión de sus episodios a través de Infinite Challenge, muchas personas quedaron impresionadas por su historia dramática y actuaciones enérgicas. Nuevos aficionados se sumaron al fandom antiguo, tan esperado y repleto, que fue inesperado incluso para los miembros de Sechskies.
El 11 de mayo, YG Entertainment anunció oficialmente que firmaron un contrato con cinco miembros de SechsKies (Eun Jiwon, Lee Jaijin, Kim Jaeduck, Kang Sunghoon y Jang Suwon). YG Entertainment también declaró que daría la bienvenida a Ko Jiyong para participar en el próximo álbum y conciertos, incluso si la posibilidad es incierta en este momento. Lo que se notifica son los álbumes en solitario de cada miembro y las actuaciones individuales serán manejadas por las agencias de gestión de cada uno, mientras que los próximos discos de SechsKies y todas las actividades como grupo serán apoyados y producidos por YG Entertainment. Más tarde, Lee Jaijin y Kang Sunghoon también habían firmado contratos individuales con YG Entertainment. Dado que no existe un contrato que defina las distribuciones de beneficios entre SechKies y su agencia anterior, DSP, el procedimiento del contrato se desarrolló sin disputas de marcas, convirtiéndose irónicamente en privilegios para los miembros.
SechsKies celebró el concierto «Yellow Note» el 10 y 11 de septiembre en el Olympic Gymnastics Arena y las 22.000 entradas para el concierto se agotaron en solo 5 minutos. El 1 de octubre, SechsKies apareció en un programa de música, Busan One Asia Festival Opening Ceremony, por primera vez en 16 años. Aproximadamente 6.000 aficionados acudieron a Busan por más de 60 grandes autobuses para verlos, lo que ha mostrado la explosiva popularidad de SechsKies.
El 7 de octubre, SechsKies lanzó su nuevo sencillo digital «Three Words (세 단어)» después de 16 años de hiato, que fue coescrito y producido por Tablo de Epik High y Future Bounce. «Three Words» encabezó las 8 listas de música más importantes poco después de su lanzamiento, logrando así el llamado estatus all-kill que representa una inmensa popularidad en el K-pop. También se clasificó alto en las listas de música asiática y global en iTunes en Taiwán y se mantuvo entre las mejores pistas en las listas de iTunes en Hong Kong, Singapur, Malasia, Tailandia y otros. «Three Words» también llegó a la cima en Gaon Digital Chart, Download Chart y BGM Chart para la primera semana de octubre. Significativamente, la canción también encabezó tanto el Melon Daily Chart y el Gaon Monthly Digital Chart, que es difícil registrar para los grupos de ídolos lograr teniendo en cuenta la naturaleza altamente competitiva de esas listas. Sechskies y BIGBANG son los únicos dos grupos de ídolos en romper este récord durante el año de 2016.
El 23 de noviembre, YG anunció que el nuevo álbum de SechsKies será lanzado el 1 de diciembre de 2016. El nuevo álbum 2016 Re-ALBUM contiene 10 canciones éxito de SechsKies que fueron reorganizadas y remasterizadas por productores de YG, y se prepara un especial regalo para los fanes. El 1 de diciembre, SechsKies lanzó Re-ALBUM después de 16 años de interrupción. «Couple», «Chivalry» y «Heartbreak» son triple pistas principales y el álbum incluye «Three Words» como una pista bonus oculta. El álbum se posicionó en los primeros puestos en la lista en tiempo real, la lista diaria y la lista semanal de Hanteo para la primera semana de diciembre.
SechsKies continuó la gira de conciertos Yellow Note el 10 de diciembre en Daegu y los días 24 y 25 de diciembre en Busan. El 31 de octubre, todos los asientos del concierto de la gira de SechsKies para diciembre se agotaron en pocos minutos.
El 16 de diciembre, YG anunció que SechsKies celebrará un concierto «Yellow Note Final en Seúl» los días 21 y 22 de enero en el Jamsil Indoor Stadium. El 22 de diciembre, las 13.000 entradas se agotaron en tres minutos.
Al final del año, SechsKies ganó varios premios incluyendo Click! Star Wars Awards Hall of Fame, el 6th Gaon Chart Music Awards The Kpop Contribution of The Year, el 8th Melon Music Awards Hall of Fame, el 31st Golden Disc Awards Best Male Group Performance y el 26th Seoul Music Awards Bonsang.

### 2017:The 20th Anniversary

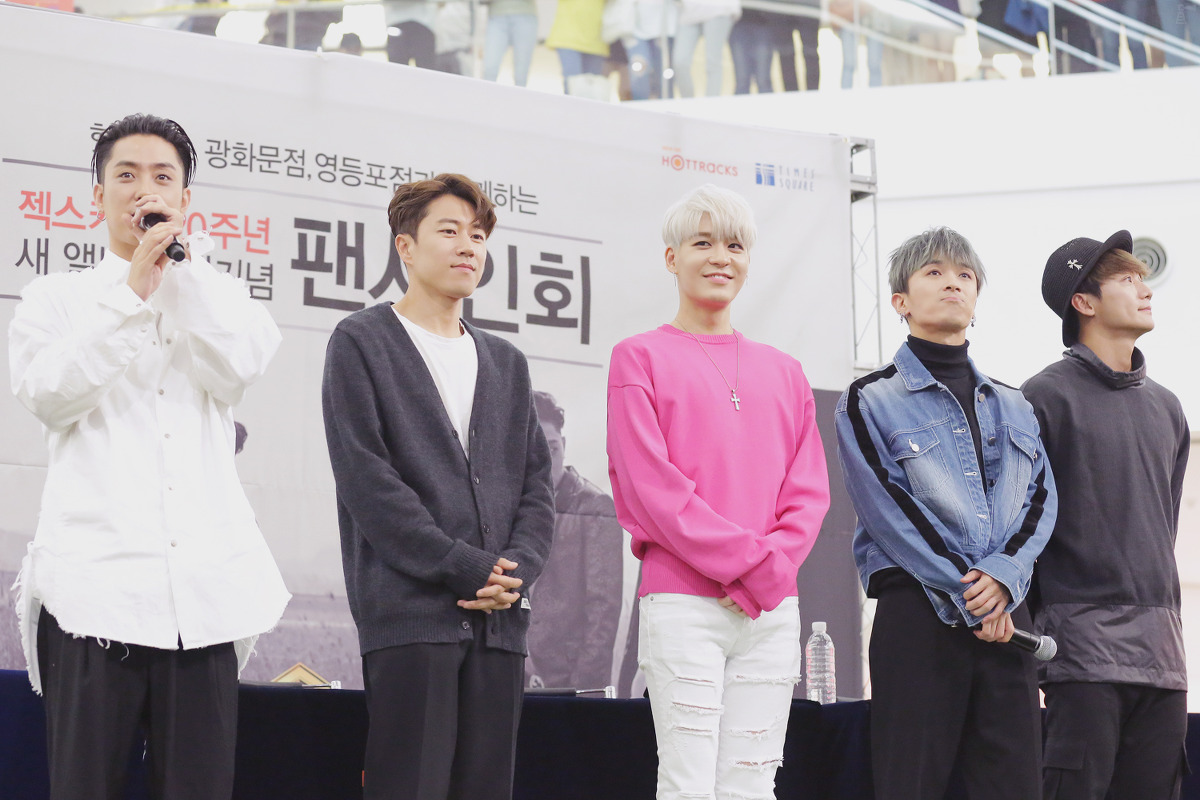
170504 SechsKies at Yeongdeungpo Fansign

El 19 de abril, YG anunció que el nuevo álbum de SechsKies The 20th Anniversary saldrá a la venta el 28 de abril de 2017. Junto con el lanzamiento del álbum, se promocionarán dos canciones principales «Sad Song» y «Be Well». El álbum superó las listas en Hong Kong, Malasia, Taiwán, Filipinas, Singapur, Tailandia, Vietnam, Indonesia, Australia y Estados Unidos. El álbum de SechsKies también encabezó las listas de Mnet, Bugs, Genie y Naver. Todas las canciones del álbum llegaron al top 100 de la lista de MelOn, lo cual es notable y muestra que SechsKies tiene una amplia base de fanes. El álbum de SechsKies encabezó la lista de Gaon y la lista en tiempo real, lista diaria y lista semanal de Hanteo. «Be Well» también encabezó el Gaon Digital Chart, Download Chart, BGM Chart y Mobile Chart para la primera semana de mayo. SechsKies celebró victorias consecutivas para la canción titulada «Be Well» en MBC Show! Music Core en mayo. También ganaron por el puesto #1 en KBS Music Bank.
El 4 de mayo, SechsKies celebró su primer evento de firma de autógrafos después de 18 años en el Time Square, ubicada en Yeongdeungpo-gu, Seúl. El lugar se llenó con más de 3.000 aficionados reunidos para verlos.
El 12 de mayo, YG anunció que SechsKies debutará en Japón 20 años después de su debut en Corea. El álbum The 20th Anniversary Edición Japón de SechsKies sería lanzado el 19 de julio. YG anunció que SechsKies celebraría su primera reunión de fanes de Japón en el Yokohama Bay Hall en Kanagawa el 23 de julio y en la Namba Hatch de Osaka el 3 de septiembre. Las 4.400 entradas se agotaron en pocos minutos. El 9 de junio, YG anunció que SechsKies llevaría a cabo su primera reunión de fanes «YellowKies Day» en Corea desde su reunión en el SK Olympic Handball Gymnasium en Seúl el 15 de julio. El 26 de junio, las 14.000 entradas se agotaron en un minuto.
El 7 de agosto, YG anunció que SechsKies celebraría su 20th Anniversary Concert el 23 de septiembre en el Gocheok Sky Dome. El 22 de agosto, las 25.000 entradas se agotaron en 5 minutos. El 1 de septiembre, YG anunció que WINNER actuará como invitado para el 20th Anniversary Concert de SechsKies. El 2 de septiembre, YG anunció que SechsKies celebrará una pequeña reunión de fanes antes del concierto 2017 SechsKies Awards el 23 de septiembre en el Gocheok Sky Dome. El 6 de septiembre, las 10.000 entradas se agotaron en 1 minuto.
El 31 de agosto, YG anunció que SechsKies tendría su propio programa de variedades No Foundation Youth Trip - Jeju Island cada martes y viernes en Olleh TV.
El 1 de septiembre, SechsKies anunció el lanzamiento de su quinto álbum completo con nuevas canciones en VLIVE.

## Miembros
| Miembro      | Miembro    | Nombre de nacimiento | Nombre de nacimiento | Fecha de nacimiento             | Lugar de nacimiento                  | Posición                            |            |            |
| Romanización | Hangul     | Romanización         | Hangul               | Fecha de nacimiento             | Lugar de nacimiento                  | Posición                            |            |            |
| BLACK KIES   | BLACK KIES | BLACK KIES           | BLACK KIES           | BLACK KIES                      | BLACK KIES                           | BLACK KIES                          | BLACK KIES | BLACK KIES |
| ------------ | ---------- | -------------------- | -------------------- | ------------------------------- | ------------------------------------ | ----------------------------------- | ---------- | ---------- |
| Jiwon        | 지원       | Eun Ji Won           | 은지원               | 8 de junio de 1978 (46 años)    | Yeongdeungpo-gu, Seúl, Corea del Sur | Líder, rapero, vocalista y bailarín |            |            |
| Jaijin       | 재진       | Lee Jai Jin          | 이재진               | 13 de julio de 1979 (45 años)   | Saha-gu, Busan, Corea del Sur        | Rapero y bailarín                   |            |            |
| Jaeduck      | 재덕       | Kim Jae Duck         | 김재덕               | 7 de agosto de 1979 (45 años)   | Saha-gu, Busan, Corea del Sur        | Rapero y bailarín                   |            |            |
| WHITE KIES   |            |                      |                      |                                 |                                      |                                     |            |            |
| Sunghoon     | 성훈       | Kang Sung Hoon       | 강성훈               | 22 de febrero de 1980 (45 años) | Mapo-gu, Seúl, Corea del Sur         | Vocalista y bailarín                |            |            |
| Jiyong       | 지용       | Ko Ji Yong           | 고지용               | 1 de julio de 1980 (44 años)    | Yongsan-gu, Seúl, Corea del Sur      | Vocalista y bailarín                |            |            |
| Suwon        | 수원       | Jang Su Won          | 장수원               | 16 de julio de 1980 (44 años)   | Suwon, Gyeonggi, Corea del Sur       | Vocalista y maknae                  |            |            |

## Club de fanes
En el pasado, el club de fanes oficial de SechsKies llamado DSF (Dear Sechs Kies Friend) y el color oficial del club de fanes era amarillo en su creación. Los aficionados de SechsKies utilizaron globos amarillos e impermeables amarillos como herramientas principales de animación.
SechsKies fue nombrado como «El Principio de la Cultura Fandom Idol». El fandom de SechsKies fue el primero en introducir el concepto de usar un color específico para representar su identidad como fandom, lo que llevó a la creación de mercancía como globos e impermeables con su color distintivo.
El 14 de abril de 2016, 16 años después de la disolución, la mayoría de sus fanes trajeron globos amarillos e impermeables amarillos para su concierto de reunión preparado por el programa de televisión Infinite Challenge.
El 18 de agosto de 2016, SechsKies anunció su nuevo nombre de fan club «YellowKies» (Cristales Amarillos) a través de V LIVE. Como SechsKies se llama «Jekki», YellowKies también se llama «YelKies» para abreviar. Los globos amarillos fueron substituidos por el light stick amarillo nuevamente diseñado teniendo de figura simbólica globos amarillos.

## Controversia
La disolución de SechsKies fue anunciada repentinamente sin explicaciones claras en el apogeo de su carrera, resultando en el rumor generalizado de que DSP Media estaban profundamente involucrados en el procedimiento de disolución. En la última actuación de SechsKies, los fanes de SechsKies confundieron el auto del reportero Jo Young Goo como el auto de Lee Ho-yeon, el CEO de DSP Entertainment, y lo destruyeron por completo. Jo Young Goo no quería que fueran castigados, por lo que no presentó una queja. Lee Ho-yeon le pagó 11 millones de won como una compensación en su nombre.
Cada miembro ha hablado de la disolución a través de varios canales de medios varias veces. Lee Jai-jin declaró que lo que los miembros de SechsKies querían era cambiar su agencia y no la disolución en un show de variedades coreano en 2005. Eun Ji-won, por otro lado, dijo que los miembros habían decidido que sería mejor disolver en el pico de su carrera. En 2015, Kang Sunghoon mencionó que los miembros habían acordado disolverse en el pico de su carrera. En el concierto en 2015, Kang Sung-hoon declaró que SechsKies parece haber dejado una fuerte impresión por haberse disuelto en la cima de su carrera. Sin embargo, también añadió que no le gustaba la idea de la disolución también. Jang Su-won y Kim Jae-duck también han mencionado varias razones de disolución. Ellos tuvieron ocasión de hablar sobre la disolución en la entrevista del 17 de octubre de 2016. Eun Ji-won dijo que la disolución fue decidida por acuerdo de la mayoría de los miembros y Lee Jai-jin fue uno de los miembros contra la disolución.
Hay fuertes sospechas de que las ventas de álbumes fueron subestimadas con el propósito de evasión de impuestos. Se estima que los primeros y segundos álbumes de SechsKies han vendido millones de copias, pero las ventas físicas de su tercer álbum se redujeron a 400.000-500.000 copias, lo que no parece coincidir con su creciente popularidad en ese momento. En agosto de 2000, el reportero Sangho Lee informó sobre varios temas discutibles de DSP Entertainment, incluyendo evasión de impuestos, malversación de fondos, pago insuficiente y falta de contratos escritos, que apareció en la serie de noticias, PD & Reporters' morning.  El reportero Sangho Lee también mencionó en su libro, GObal News, que fue amenazado por DSP antes de que el reportaje fuera transmitido. DSP dijo que el informe era injusto y se basaba en alegaciones injustificadas. Posteriormente, la policía investigó a DSP por esas denuncias. La investigación terminó después de que se determinó que las alegaciones eran infundadas. Pero el National Tax Service llevó a cabo una auditoría fiscal de la corporación, y recaudó otros cientos de millones de won de ella.

## Discografía
| Álbumes de estudio - 1997: School Byeolgok - 1997: Welcome to the Sechskies Land - 1998: Road Fighter - 1999: Com'Back - 2017: Another Light Álbum reeditado - 1998: Special Album | Álbum remake - 2016: 2016 Re-ALBUM Álbumes recopilatorio - 1999: 1020 Mix - 2000: Blue Note - 2017: The 20th Anniversary Álbum en vivo - 1999: Sechskies Live Concert Álbum musical - 1998: Ali Baba and the 40 Thieves Musical OST |

## Filmografía

### Película
| Año  | Título    |
| ---- | --------- |
| 1998 | Seventeen |

### Programas de televisión
- 2017: Running Man
- 2017: Life Bar - Ep. #21-22 - invitados

## Giras
| Fecha                                 | Título                   | Ciudad  | País          | Lugar                         | Asistencia |
| ------------------------------------- | ------------------------ | ------- | ------------- | ----------------------------- | ---------- |
| 21 de diciembre de 1997               | First Live Concert       | Seúl    | Corea del Sur | Sejong Center                 | 19,000     |
| 22 de febrero de 1998                 | Encore Concert           | Seúl    | Corea del Sur | Olympic Gymnastics Arena      | 19,000     |
| 28 de febrero de 1998                 | Tour in Korea            | Busan   | Corea del Sur | KBS Hall                      | 20,000     |
| 8 de marzo de 1998                    | Tour in Korea            | Ulsan   | Corea del Sur | KBS Hall                      | 20,000     |
| 14 de marzo de 1998                   | Tour in Korea            | Gwangju | Corea del Sur | Gudong Gymnasium              | 20,000     |
| 22 de marzo de 1998                   | Tour in Korea            | Bucheon | Corea del Sur | Bucheon Gymnasium             | 20,000     |
| 28 de marzo de 1998                   | Tour in Korea            | Daegu   | Corea del Sur | Woobang Tower Land            | 20,000     |
| 5 de abril de 1998                    | Tour in Korea            | Daejeon | Corea del Sur | EXPO Art Hall                 | 20,000     |
| 24 de diciembre de 1998               | Christmas Concert        | Busan   | Corea del Sur | Busan Sajik Baseball Stadium  | 22,000     |
| 6 de febrero de 1999                  | Ulsan Concert            | Ulsan   | Corea del Sur | KBS Hall                      | 22,000     |
| 21 de febrero de 1999                 | Daegu Concert            | Daegu   | Corea del Sur | Kyungpook National University | 22,000     |
| 25 de febrero de 1999                 | Seoul Concert            | Seúl    | Corea del Sur | KBS 88 Gymnasium              | 30,000     |
| 26 de febrero de 1999                 | Seoul Concert            | Seúl    | Corea del Sur | KBS 88 Gymnasium              | 30,000     |
| 27 de febrero de 1999                 | Seoul Concert            | Seúl    | Corea del Sur | KBS 88 Gymnasium              | 30,000     |
| 28 de febrero de 1999                 | Seoul Concert            | Seúl    | Corea del Sur | Olympic Gymnastics Arena      | 30,000     |
| 20 de septiembre de 2016              | Yellow Note              | Seúl    | Corea del Sur | Olympic Gymnastics Arena      | 52,000     |
| 11 de septiembre de 2016              | Yellow Note              | Seúl    | Corea del Sur | Olympic Gymnastics Arena      | 52,000     |
| 20 de diciembre de 2016               | Yellow Note              | Daegu   | Corea del Sur | Daegu EXCO                    | 52,000     |
| 24 de diciembre de 2016               | Yellow Note              | Busan   | Corea del Sur | BEXCO                         | 52,000     |
| 25 de diciembre de 2016               | Yellow Note              | Busan   | Corea del Sur | BEXCO                         | 52,000     |
| 21 de enero de 2017                   | Yellow Note              | Seúl    | Corea del Sur | Jamsil Indoor Stadium         | 52,000     |
| 22 de enero de 2017                   | Yellow Note              | Seúl    | Corea del Sur | Jamsil Indoor Stadium         | 52,000     |
| 15 de julio de 2017 (dos eventos)     | YellowKies Day           | Seúl    | Corea del Sur | SK Olympic Handball Gymnasium | 50,000     |
| 23 de julio de 2017 (dos eventos)     | YellowKies Day           | Tokio   | Japón         | Yokohama Bay Hall             | 50,000     |
| 3 de septiembre de 2017 (dos eventos) | YellowKies Day           | Osaka   | Japón         | Namba Hatch                   | 50,000     |
| 23 de septiembre de 2017              | 20th Anniversary Concert | Seúl    | Corea del Sur | Gocheok Sky Dome              | 50,000     |
| 23 de septiembre de 2017              | SechsKies Awards         | Seúl    | Corea del Sur | Gocheok Sky Dome              | 50,000     |

## Premios
| Año  | Premios |
| ---- | --- |
| 1997 | - 12th Korea Visual and Records Grand Prize Award (Golden Disc Awards), Bonsang - Seoul Music Awards, Bonsang - KMTV Korean Music Awards, New Artist - KBS Music Awards, Bonsang - MBC Music Festival, Best 10 Artist Award - SBS Music Awards, Best 10 Artist Award |
| 1998 | - 13th Korea Visual and Records Grand Prize Award (Golden Disc Awards), Bonsang - 9th Seoul Music Awards, Daesang (compartido con H.O.T.) - 9th Seoul Music Awards, Bonsang - KMTV Korean Music Awards, Popularity Award - KBS Music Awards, Artist Of The Year (Teen Category) - MBC Music Festival, Popularity Award (Voted By Under 30) - SBS Music Awards, Best 10 Artist Award |
| 1999 | - 14th Korea Visual and Records Grand Prize Award (Golden Disc Awards), Bonsang - 10th Seoul Music Awards, Bonsang - KMTV Korean Music Awards, Bonsang - KBS Music Awards, Bonsang - MBC Music Festival, Best 10 Artist Award - SBS Music Awards, Best 10 Artist Award |
| 2016 | - Click! Star Wars Awards, Hall of Fame - 6th Gaon Chart Music Awards, The Kpop Contribution of The Year - 8th Melon Music Awards, Hall of Fame - 31st Golden Disc Awards, Best Male Group Performance - 26th Seoul Music Awards, Bonsang |

### Premios en programas de música

#### Music Bank
| Año  | Fecha            | Canción          |
| ---- | ---------------- | ---------------- |
| 1998 | 7 de julio       | «Crying Game»    |
| 1998 | 28 de julio      | «Road Fighter»   |
| 1998 | 4 de agosto      | «Road Fighter»   |
| 1998 | 18 de agosto     | «Road Fighter»   |
| 1998 | 8 de septiembre  | «Reckless Love»  |
| 1998 | 15 de septiembre | «Reckless Love»  |
| 1998 | 20 de octubre    | «Reckless Love»  |
| 1998 | 10 de noviembre  | «Couple»         |
| 1999 | 26 de enero      | «Letting You Go» |
| 1999 | 31 de agosto     | «Com' Back»      |
| 1999 | 7 de septiembre  | «Com' Back»      |
| 1999 | 21 de septiembre | «Com' Back»      |
| 1999 | 28 de septiembre | «Com' Back»      |
| 1999 | 19 de octubre    | «Hunch»          |
| 1999 | 9 de noviembre   | «Hunch»          |
| 2017 | 12 de mayo       | «Be Well»        |

#### Show! Music Core
| Año  | Fecha           | Canción   |
| ---- | --------------- | --------- |
| 1998 | 19 de diciembre | «Couple»  |
| 1999 | 2 de enero      | «Couple»  |
| 1999 | 9 de enero      | «Couple»  |
| 1999 | 16 de enero     | «Couple»  |
| 2017 | 13 de mayo      | «Be Well» |
| 2017 | 20 de mayo      | «Be Well» |

#### Inkigayo
| Año  | Fecha            | Canción         |
| ---- | ---------------- | --------------- |
| 1998 | 23 de agosto     | «Road Fighter»  |
| 1998 | 30 de agosto     | «Road Fighter»  |
| 1998 | 27 de septiembre | «Reckless Love» |
| 1998 | 11 de octubre    | «Reckless Love» |
| 1998 | 20 de diciembre  | «Couple»        |
| 1999 | 3 de enero       | «Couple»        |
| 1999 | 12 de septiembre | «Com' Back»     |
| 1999 | 19 de septiembre | «Com' Back»     |
| 1999 | 26 de septiembre | «Com' Back»     |
| 1999 | 7 de noviembre   | «Hunch»         |
| 1999 | 21 de noviembre  | «Hunch»         |